# Lesley Bamberger
Lesley Bamberger (Amsterdam, 3 juni 1965) is een Nederlandse vastgoedondernemer en miljardair. Hij is sinds 2010 tevens eigenaar van voetbalclub Almere City FC.

## Biografie
Bamberger groeide op in Amsterdam en is afkomstig uit een vastgoedfamilie als kleinzoon van de vastgoedhandelaar Jacob ("Jaap") Kroonenberg, die was opgegroeid in een Joods gezin met elf kinderen waarvan er drie de Tweede Wereldoorlog overleefden. Nadat hij weggestuurd was van zijn middelbare school ging hij op wens van zijn grootvader verder met zijn opleiding in Zwitserland op een privéschool, het Aiglon College, maar behaalde zijn havodiploma uiteindelijk toch in Nederland. 
Hierna ging hij stage lopen bij een aantal makelaarskantoren. In 1986 kwam hij in dienst bij de Kroonenberg Groep, het bedrijf van zijn grootvader. Na het overlijden van zijn grootvader in 1996 erfde hij het bedrijf met een vastgoedportefeuille van vijfhonderd miljoen euro. Per 2023 is de waarde van de portefeuille vergroot naar ruim drie miljard euro.
In 2024 organiseerde Kroonenberg Groep, onder leiding van Bamberger, een grootschalige donatie van 5.500 zonnepanelen aan de stad Amsterdam ter gelegenheid van haar 750-jarig bestaan.
In 2010 werd hij eigenaar van voetbalclub Almere City FC, die in het seizoen 2022/23 is gepromoveerd van de Eerste Divisie naar de Eredivisie.
Volgens Nederlands zakenblad Quote is zijn persoonlijk vermogen tussen 2010 en 2020 gestegen van achthonderd miljoen naar twee miljard euro.

## Persoonlijk
Bamberger is getrouwd en heeft drie dochters. Zijn schoonzoon Steven Berghuis speelt bij voetbalclub Ajax.